# Индекс юнговских типов

Основные психические функции по Юнгу

Индекс юнговских типов (англ. Jungian Type Index, JTI) — типологический тест-опросник, основанный, как и широко распространённый на Западе тест-опросник MBTI (индикатор типов Майерс — Бриггс), на принципах типологии Юнга и успешно конкурирующий с ним в странах Скандинавии. Владелец авторских прав — компания «Оптимас», 2001.
Опросник JTI разрабатывали в Норвегии в течение 10 лет психологи Тор Одегорд (Thor Ødegård) и Хальвард Рингстад (Hallvard E: Ringstad).
Основные параметры, которые выявляет опросник — это пары взаимно вытесняющих (по Юнгу) психологических функций:
- мышление — чувство (переживание)
- ощущение (восприятие) — интуиция

Вопросы JTI и методика определения преобладающих функций отличаются от методики Майерс — Бриггс. К примеру, опросник избегает использовать пары слов, которые могут вызвать затруднение при переводе опросника с английского на другие языки (по небесспорному мнению авторов теста, во многих языках контекст предложения определяет смысл слова, в то время как в английском слова несут смысл сами по себе).
Опросник JTI почти полностью вытеснил MBTI в Дании, поскольку основной распространитель последнего, Center for Ledelse, прекратил покупку лицензии на MBTI в конце 2004 года. Вместо него центр стал покупать и продлевать лицензию на JTI, который считается качественно лучшим, чем MBTI; кроме того, лицензия на JTI стоит дешевле. В Норвегии и Швеции JTI также приобретает популярность.